# Adesmus sannio
Adesmus sannio là một loài bọ cánh cứng trong họ Cerambycidae.